# Eleonora af Aquitanien
Eleonora af Aquitanien (Aliénor) (1122/1124 – 1. april 1204) var fransk dronning 1137-52 og engelsk dronning 1154-89. Hun var kendt for sin klogskab, skønhed og karakterstyrke og for sine stormfulde ægteskaber, især med ægtemand nummer to, kong Henrik 2.
Eleonora var det ældste barn af Vilhelm 10. hertug af Aquitanien og Aenor af Châtellerault. Hertugens hof var et af de toneangivende i det tidlige 12. århundrede. Eleonora blev navngivet Aliénor efter sin mor, Aenor, fra latinsk alia Aenor, der betyder den anden Aenor. Det blev til Aleonòr på fransk, langues d'oïl, og Eleanor på engelsk.

## Opvækst
Efter faderens død i 1137 arvede Eleonora hertugdømmet Aquitanien og grevskabet Poitou, efter at hendes mor og yngre bror var døde. Denne arv gjorde hende til den rigeste kvinde i Europa, og hun blev et af de mest eftertragtede brudeemner. Eleonora havde fået en grundig uddannelse og var en glimrende elev, der kunne læse og tale latin, og som var øvet i musik og litteratur. De mandlige ridderbeskæftigelser, ridning, jagt - og jagt med falke - var også en del af hendes interesser.

## Fransk dronning
I 1137 blev hun 15 år gammel gift med kong Ludvig 7. af Frankrig. Han var kedsommelig og alvorlig og passede dårligt til den livlige Eleonora. Som 19-årige tilbød hun at slutte sig til det 2. korstog med sine riddere. Det siges, at hun opsøgte Bernard af Clairvaux i Vézelay klædt som en amazone, der galoperede gennem menneskemængden på en skimmel, mens hun tryglede om at måtte slutte sig til korstoget. Hun drog af sted med sine kvindelige riddere, der var i panser og plade og bevæbnet med lanser, men de nåede aldrig i kamp.
Under korstoget indledte Eleonora et forhold til den unge Raymond, der var udnævnt til fyrste af Antiokia, og som i øvrigt var hendes onkel. Hun støttede Raymonds strategi med at generobre Edessa (Şanlıurfa) for at beskytte vesterlændingenes tilstedeværelse i Det Hellige Land i stedet for at drage direkte mod Jerusalem, som Ludvig 7. havde besluttet. Ludvig 7. gav Eleonora ordre til at følge med sig til Jerusalem. Hun reagerede ved at erklære deres ægteskab ugyldigt, men var nødt til at følge med kongen. Ekspeditionen slog fejl, og parret vendte hjem til Frankrig på hvert sit skib.
I 1152 blev Eleonoras ægteskab med Ludvig 7. omstødt med henvisning til blodslægtskab. Derefter fik hun sine besiddelser tilbage, men måtte forlade sine to døtre, der voksede op ved det franske hof.

## Engelsk dronning
Samme år blev hun gift med Henrik af Anjou, der var engelsk tronarving og senere konge. To år efter blev han konge som Henrik 2. af England. Eleonora og Henrik fik otte børn: tre døtre og fem sønner, heriblandt de to senere konger af England, Richard 1. og Johan.
I 1169 havde Henrik sendt Eleonora tilbage til Aquitanien for at genoprette ro og orden, men hun besluttede at grunde sit eget rige dér. Da Eleonoras børn voksede op, udbrød der arvestrid i England, og Eleonora stod i spidsen for tre af sine sønner i et oprør mod deres far. Oprøret slog fejl, og Eleonora blev holdt fanget gennem i de næste 15 år. I 1189 døde Henrik 2., og deres søn Richard 1. (1157-1199) overtog tronen.

## Enkedronning
På vej fra det 3. korstog til England blev Richard i 1192 taget til fange af den tysk-romerske kejser, Henrik 6., som krævede løsepenge. Eleonora arbejdede uophørligt på at skaffe pengene, og den 4. februar 1194 blev Richard frigivet.
Inden sin død trak Eleonora sig tilbage til Fontevraudklostret i Anjou, og der døde hun den 31. marts 1204. Hun blev begravet sammen med Henrik 2.

## Efterkommere
| Navn                                                                              | Fødsel                                                                            | Død                                                                               | Noter                                                                              |
| Med Ludvig 7. af Frankrig (gift den 12. juli 1137, annulleret den 21. marts 1152) | Med Ludvig 7. af Frankrig (gift den 12. juli 1137, annulleret den 21. marts 1152) | Med Ludvig 7. af Frankrig (gift den 12. juli 1137, annulleret den 21. marts 1152) | Med Ludvig 7. af Frankrig (gift den 12. juli 1137, annulleret den 21. marts 1152)  |
| --------------------------------------------------------------------------------- | --------------------------------------------------------------------------------- | --------------------------------------------------------------------------------- | ---------------------------------------------------------------------------------- |
| Marie, grevinde af Champagne                                                      | 1145                                                                              | 11. marts 1198                                                                    | gift med Henrik 1., greve af Champagne, som hun fik børn med                       |
| Alix, grevinde af Blois                                                           | 1151                                                                              | 1197/1198                                                                         | gift med Theobald 5., greve af Blois, som hun fik børn med                         |
| Med Henrik 2. af England (gift den 18. maj 1152, enke den 6. juli 1189)           |                                                                                   |                                                                                   |                                                                                    |
| Vilhelm 9., greve af Poitiers                                                     | 17. august 1153                                                                   | April 1156                                                                        | ugift og uden børn                                                                 |
| Henrik den Unge Konge                                                             | 28. februar 1155                                                                  | 11. juni 1183                                                                     | gift med Margrete af Frankrig; ingen børn                                          |
| Matilde, hertuginde af Sachsen                                                    | Juni 1156                                                                         | 13. juli 1189                                                                     | gift med Henrik Løve, hertug af Sachsen, som hun fik børn med                      |
| Richard 1. af England                                                             | 8. september 1157                                                                 | 6. april 1199                                                                     | gift med Berengaria af Navarra; ingen børn                                         |
| Godfred 2., hertug af Bretagne                                                    | 23. september 1158                                                                | 19. august 1186                                                                   | gift med Konstance af Bretagne, som han fik børn med                               |
| Eleonora, dronning af Kastilien                                                   | 13. oktober 1162                                                                  | 31. oktober 1214                                                                  | gift med Alfons 8. af Kastilien, som hun fik børn med                              |
| Johanne, dronning af Sicilien                                                     | Oktober 1165                                                                      | 4. september 1199                                                                 | gift med 1) Vilhelm 2. af Sicilien 2) Raymond 6. af Toulouse, som hun fik børn med |
| Johan af England                                                                  | 24. december 1167                                                                 | 19. oktober 1216                                                                  | gift med 1) Isabella af Gloucester 2) Isabella af Angoulême, som han fik børn med  |